# Nado (futebolista)
José Rinaldo Tasso Lasalvia, conhecido como Nado (Olinda, 15 de novembro de 1938 — Paulista, 3 de maio de 2013) foi um ex-jogador de futebol brasileiro, que atuou entre o final da década de 1950 e começo da década de 1970, tendo defendido a seleção brasileira de futebol entre 1966 e 1968.
Morreu na madrugada de 3 de maio de 2013, aos 74 anos. O Náutico, clube onde consagrou-se como ídolo declarou luto e deve prestar homenagem a um dos poucos jogadores convocados pela seleção brasileira atuando pelo alvirrubro pernambucano.
É considerado pela torcida como um dos maiores atacantes do Náutico, tendo marcado 40 gols em 248 jogos pelo clube. É irmão mais velho de Bita, outro ídolo do Náutico, com quem jogou de 1962 a 1966.

## Carreira

### Náutico
Foi no Náutico onde Nado consagrou a sua carreira e adquiriu status de ídolo da torcida. Iniciou a carreira no clube em 1959. Foi campeão pernambucano por quatro vezes pelo alvirrubro, três das quais iniciaram a campanha que deram o hexacampeonato ao Náutico, em 1968. Em 1966, ainda jogando pelo Náutico, foi um dos 47 convocados para a seleção brasileira pelo então técnico Vicente Feola para disputar o Mundial daquele ano; no entanto, não fez parte da convocação final para a Copa.
Devido a sua baixa estatura, foi apelidado de Pequeno Polegar dos Aflitos. Nado formou a histórica linha mágica do Náutico, o ataque das quatro letras, composta pelo próprio e por Bita, Nino e Lala. É um dos 10 jogadores que mais defenderam o clube, com 248 jogos no total. Seu irmão, Bita, é o maior artilheiro da história do clube, com 223 gols.

### Vasco da Gama
Jogou Vasco de 1966 a 1970. Em 1966, foi eleito o melhor ponta direita da Taça Brasil e do Campeonato Carioca. Após jogar no Vasco, Nado teve uma passagem rápida pelo Olaria, onde jogou em 1970.

### No Ceará
No estado do Ceará, Nado jogou pelos dois principais clubes da capital: no Fortaleza, de 1971 a 1972, e Ceará, de 1973 a 1974, onde encerrou sua carreira.

### Seleção Brasileira
Foi o primeiro jogador do nordeste a ser convocado para a seleção jogando num time da região. Nado jogou três partidas oficiais pela seleção brasileira: o empate de 1–1 com o Chile em 10 de maio de 1966, a vitória de 4–1 contra a Argentina em 7 de agosto de 1968 e o empate contra a Alemanha Ocidental por 2–2 em 14 de dezembro de 1968.

#### Jogos Pela Seleção
Três jogos pela seleção Brasil 1–1 Chile, Brasil 4–1 Argentina e Brasil 2–2 Alemanha Expanda a caixa de informações para conferir todos os jogos deste jogador, pela sua seleção nacional
|    | Data                   | Local          | Resultado | Adversário         | Gols | Competição |
| -- | ---------------------- | -------------- | --------- | ------------------ | ---- | ---------- |
| 1. | 15 de maio de 1966     | São Paulo      | 1–1       | Chile              | 0    | Amistoso   |
| 2. | 7 de agosto de 1968    | Rio de Janeiro | 4–1       | Argentina          | 0    | Amistoso   |
| 3. | 14 de dezembro de 1968 | Rio de Janeiro | 2–0       | Alemanha Ocidental | 0    | Amistoso   |

## Títulos
Náutico
- Campeonato Pernambucano: 1960, 1963, 1964 e 1965
- Torneio Início de Pernambuco: 1962, 1963, 1964 e 1965
- Taça Brasil — Grupo Norte: 1964 e 1965
- Torneio Centenário de Campina Grande de 1964
- Taça Brasil — Zona Norte–Nordeste: 1965

Vasco da Gama
- Taça Estadual Rivadavia Corrêa Meyer: 1967

Fortaleza
- Torneio de Integração Nacional: 1971

### Prêmios individuais
- Artilheiro - Campeonato Pernambucano: 1963 (18 gols)
- Campeonato Carioca: Melhor ponta-direita (1966)
- Taça Brasil: Melhor ponta-direita (1966)
- Campeonato Cearense: Melhor ponta-direita 1971 e 1973

## Morte
Nado se sentiu mal no final da tarde e foi levado para o Hospital Miguel Arraes que fica na cidade de Paulista. Deu entrada e foi diretamente para a UTI (Unidade de Terapia Intensiva). A família voltou para casa e foi surpreendida no início da manhã com a notícia do falecimento do ex-jogador. O ex-jogador sofreu três paradas cardíacas e não resistiu. O corpo de Nado foi velado na sede do Náutico e foi sepultado no cemitério Morada da Paz, em Paulista/PE.